# Скорая помощь (группа)
«Скорая помощь» — рок-группа из города Санкт-Петербурга советского и российского периода, играющая в стиле хеви-метал.

## История

### 1980-е
Группа была организована в 1980. В её первоначальный состав вошли: Александр Сечкин — клавишные и гитара; Валерий Рощин — гитара; Александр Федоров — бас; Андрей Ткаченко — барабаны. Они полулегально базировались в клубе при литейном цехе Станкостроительного объединения им. Свердлова. Пропусков на это режимное предприятие у музыкантов не было, поэтому для того, чтобы попасть к себе на репетицию, им всякий раз приходилось лазать через забор. Название группы родилось практически сразу: даже на самых ранних её фотографиях можно легко различить логотип «03». Группа представляла самодеятельность литейного цеха на каких-то заводских мероприятиях, что давало ей возможность спокойно репетировать и пробовать сочинять собственные песни. К 1981 Скорая помощь стала официальным ВИА объединения и переехала в его центральный клуб на Арсенальной набережной. Отрабатывать за это концертами группе пришлось куда больше, но это имело и свои плюсы, ибо позволило приобрести опыт выступлений и даже получать за это деньги, которые, как было принято у большинства групп, целиком уходили на покупку собственной аппаратуры. Параллельно с утвержденной программой Скорая помощь осторожно пробует исполнять свои композиции. К этому моменту её состав несколько изменился: место Рощина занял гитарист Александр Базунов, а вокалистом встал Георгий «Гога» Авакян. Стилистически музыка группы в этот период тяготела к тяжёлому арт-року в манере популярных Rush. К концу 1982 в клубе поменялось руководство. Новый директор молодёжные ансамбли не любил, зато очень любил сдавать свои помещения в аренду — как следствие, Скорая помощь лишилась репетиционной базы и трёх пятых состава, поскольку её покинули Ткаченко (ушёл в «Формулу А»), Базунов (позже вместе с Ткаченко в Бесполезных Советах) и Авакян (прекратил музыкальную деятельность). Тем не менее, в начале 1983 Федоров и Сечкин собрали новый состав. Место гитариста занял Валерий Петров, который учился с Федоровым в одной группе джазового училища в пер. Гривцова, а место барабанщика занял Владимир Ладынин, имевший неплохую ударную установку под «Ludwig». В этой форме Скорая помощь в домашних условиях сделала свою первую демозапись песен «Замученный Змей» и «Голова моя — тёмный фонарь» (на стихи Саши Чёрного). Условия работы определили характер звучания: дома записывать можно было, главным образом, акустические инструменты — из электрических были только гитара и пианино, пропущенное через приставку «fuzz». Вместо ударных использовались специально подобранные рюмки и стаканы. Вокальные партии по их просьбе исполнил Игорь Семенов, который после распада «Пульса» репетировал с «Формулой А» и искал музыкантов для будущего «Рок-Штата». Весной 1983 из армии вернулся Алексей «Краб» Поляков, до этого игравший в одной группе с Валерой Петровым, который стал новым вокалистом Скорой Помощи, переписав материал, зафиксированный на плёнке ещё с Семеновым. Составом: ПОЛЯКОВ, ПЕТРОВ, ФЁДОРОВ, СЕЧКИН, ЛАДЫНИН они, наконец, завершили свой одноимённый дебютный магнитоальбом. Запись была сделана популярным тогда методом многократного наложения с помощью двух магнитофонов «Астра-209». Вскоре после завершения работы Саша Сечкин получил повестку и отправился в армию, а Ладынин решил покончить с музыкой. Некоторое время Поляков, Петров и Федоров репетировали, регулярно меняя барабанщиков, в числе которых промелькнули и Борис Шавейков из «Пульса» и «Рок-Штата», и Владимир Езерский, запомнившийся тем, что занимался по классической барабанной школе), и игравший всё и со всеми многостаночник Игорь Черидник. К этому моменту Скорая помощь нашла новое пристанище в клубе бумажной фабрики N 1 им. Горького на Уральской улице, куда группу любезно пригласил директор клуба В. А. Сахаров, который и позже оказывал ей всяческое содействие. К 1985 стиль группы сместился от арт-рока в сторону тяжёлого рок-н-ролла в стиле AC/DC, а её популярность начала неуклонно расти. Скорая помощь даже устроила в клубе серию шумных концертов, на одном из которых музыканты выступали в париках. Весной 1986 они вступили в Ленинградский рок-клуб и, поскольку на тот момент у «Скорой помощи» опять не было своего барабанщика, ей сильно помог Игорь Черидник, уже приглашённый в «Электростандарт» и «Аукцыон». Позже Игорь играл с группой ещё несколько раз — пока не нашёлся устроивший её Алексей Осокин.
В середине 1986 года в «Скорую помощь» был приглашён второй гитарист Александр Борисов — чтобы по моде тех лет играть в две гитары как «JUDAS PRIEST» или «UFO». Его чем-то не устраивала техника Осокина и, по настоянию Борисова, за барабанами появился Александр Рагазанов (экс-«Нокаут», «Время Любить» и т. п.). Это, в свою очередь, не понравилось Петрову, который ушёл и вместе с Осокиным и организовал группу «Сейф», поэтому на дебютном концерте в Рок-клубе 21 ноября 1986 вместе с «ЭДС» и «Нокаутом» группа выступала вчетвером. В декабре та же компания плюс «Изолятор» устроила металлический шабаш в клубе посёлка Юкки. Петров вскоре вернулся, но стабильности в группе так и не было. В следующем марте они приняли участие в телевизионном конкурсе молодых дарований, который состоялся во Дворце Молодёжи и собрал на одной сцене пёстрый букет исполнителей — от эстрады до метала, новой волны и панк-рока; именно там, кстати, широкая аудитория смогла впервые лицезреть «DDT» и «НОМ». Скорая помощь тоже удостоилась звания лауреатов, но никаких дивидендов ей оно не принесло. С весны 1987 Скорая помощь начала активно играть по всему городу, в том числе, во Дворце Молодёжи. Борисов в апреле ушёл в группу «Фронт», а вслед за ним был уволен и Рагазанов, который тут же ушёл в «Коллоквиум». Лето со Скорой Помощью отыграл старый знакомый Шавейников, но в сентябре Игорь Семенов позвал его в очередную версию «Рок-Штата», и место барабанщика в очередной раз стало вакантно. Проблему удалось решить лишь в ноябре, когда Саша Федоров познакомился с бывшим директором «Нокаута» Олегом Ахмеровым, который после распада группы оказался без работы. В то время он и бывший барабанщик «НОКАУТА» Евгений ПАВЛОВ (экс-«ТЕЛЕ У», «РОССИЯНЕ», «БАРОККО») сотрудничали с группой «М. А. Т»., но в душе предпочитали фолк-року настоящий металл. Скорая помощь дала обоим прекрасный шанс проявить свои таланты. Наконец, в том же декабре к ним присоединился экс-гитарист «ЛЕГИОНА» Сергей ТИТОВ, и внутренний баланс был найден. «Я просто не мог в это поверить, — вспоминает ТИТОВ, — потому что сам когда-то снимал с петель двери фабричного клуба, чтобы прорваться на концерт Скорой Помощи!» Дебют нового состава состоялся в середине января на Мемориале РОССИЯН в ДК Железнодорожников, где также выступали «ПАТРИАРХАЛЬНАЯ ВЫСТАВКА», «СЕЗОН ДОЖДЕЙ», «ДИКТАТУРА», «НОЛЬ» и т. д. В мае Скорая помощь отправилась на первые серьёзные гастроли в Свердловск, где дала два концерта вместе с местным металлическим «КРАСНЫМ КРЕСТОМ». С этого момента группа начала интенсивно разъезжать по всей стране. 27 августа Скорая помощь выступила в крупнейшем зале Петербурга, СКК, где её снимала телекомпания из Гонконга HK-TVB Colour, зафиксировавшая на плёнке её тогдашние хиты: программную «Шире шаг», а также «Взять живым», «Шаг на эшафот» и «Мой сосед». По итогам года в молодёжной газете «Смена» группа была пятой в десятке лучших тяжёлых групп страны. В начале 1989 во Дворце Пионеров она записала свой дебютный альбом «Шире шаг», однако сочла его качество не вполне удовлетворительным и особенно не распространяла. В апреле из группы неожиданно ушёл Саша ФЁДОРОВ: после неудачной попытки собрать новую группу с ОСОКИНЫМ и пригоршни репетиций с «КОРОЛЕВСКОЙ ОХОТОЙ» он присоединился к Собака Це Це, а в 1992 организовал AL.EX. Его место занял дотоле неизвестный Игорь ГРИГОРЬЕВ (экс-«ПЛЮС»). На волне охватившего страну металлического бума группа продолжала много ездить; так, 1—2 сентября 1989 она в составе тяжёлого питерского десанта («Скорая помощь», «ФРОНТ», «ПАУТИНА» и «Собака Це Це») высадилась на фестивале «Рок-Форум» в Гродно. Как-то раз во Дворце Молодёжи они играли с двумя финскими группами. Сделанная там запись оказалась настолько качественной, что позднее была использована для съёмок передачи «Музыкальный Ринг». В конце 1989 в I Студии Дома Радио звукорежиссёр Михаил КИЯНОВ записал второй (и более профессиональный) альбом группы «Своими руками», часть партий баса на котором записал ФЁДОРОВ. На следующий год фирма «Мелодия» издала три песни из альбома на сингле.

### 1990-е
Рубеж 90-х оказался для тяжёлой сцены началом затяжного кризиса: многие группы распались или впали в анабиоз. СКОРУЮ ПОМОЩЬ спасло то, что в том же 1989 на них вышли представители западногерманского концертного агентства «Liveact», которые вывезли её на рок-фестиваль в Гамбург, а потом организовали короткое турне по Баварии. Это сильно изменило жизнь группы. В ноябре 1990, когда Скорая помощь готовилась записывать на «Мелодии» свой очередной альбом «Hellraiser» (несмотря на английское название, все песни в нём были на русском), о своём уходе объявил Женя ПАВЛОВ, который решил переселиться в Германию, но по инициативе ГРИГОРЬЕВА на запись был приглашён оказавшийся в Питере проездом интересный джазовый барабанщик Андрей ШУЛЕПОВ, который, совершенно не зная материала, сумел ухватить суть звучания группы. Правда, конечным результатом музыканты всё равно остались недовольны: работавший с ними Виктор ДИНОВ специализировался на классике и эстрадных оркестрах, следствием чего стал плоский звук и узкая частотная полоса. Тем не менее, вскоре альбом вышел под маркой компании «RDM». Место за барабанами занял многоопытный Александр ЖАРОВ (экс-«ОПЕРАТИВНОЕ ВМЕШАТЕЛЬСТВО», «ИЗОЛЯТОР», «КРИЗИС»). Поскольку музыкальный рынок в стране в эти годы стремительно сокращался, H приняла решение перенести максимум своей активности за рубеж и продолжала окучивать клубы Германии. В августе 1991, после того, как загулявший ПОЛЯКОВ пропустил знаменитый концерт «Рок против танков» на Дворцовой площади, певец был уволен, а его место занял Валерий АНДРЕЕВ (экс-АРС, СЕЙФ, ОРДЕН, ЦЕХ). В июне 1992 со Скорой Помощью расстался Игорь ГРИГОРЬЕВ; в том же году он собрал свой OPERTRACK, в котором пел ПОЛЯКОВ. Дипломатичный ТИТОВ по мере возможности сотрудничал с обеими группами. В том же году был записан, а в ноябре вышел четвёртый альбом Скорой Помощи «Reanimator». На бас-гитаре в это время играл Александр ШЕСТОВ (экс-СЛЕД, КОРОЛЕВСКАЯ ОХОТА). В марте 1993 группа в очередной раз выехала в Германию, где дала девять концертов; всё лето музыканты бездельничали, а в октябре вновь двинулись на Запад. На этот раз турне было более обширным (четырнадцать концертов) и включало выступление на фестивале «Monsters of Bock» в Мюнстере вместе с OIL OF OZ, SKULLS, NO MERCY, PHANTOMS OF FUTURE, EXTERIOR и пр. Местные газеты крайне доброжелательно сравнивали СКОРУЮ ПОМОЩЬ с JUDAS PRIEST и Kiss. По возвращении группа начала готовить следующую программу, но тут в её судьбу вмешался злой рок: Валера ПЕТРОВ оказался в сетях секты мормонов и покинул группу. Остальные музыканты просто разошлись в разные стороны. Тем не менее, весной 1994 ветераны Скорой Помощи ПОЛЯКОВ и ТИТОВ взялись возродить группу. Новую ритм-секцию составили Владимир СУСТЕРОВ, бас, и Алексей ДЕНИСОВ, барабаны, вокал. Спустя некоторое время к ним вернулся и ПЕТРОВ, но новая вера значительно повлияла на его мировоззрение: какие-то песни он не хотел играть, в других требовал изменить слова. Группа начала записывать новый альбом на студии Андрея ТРОПИЛЛО на Большом проспекте, но эта работа так и осталась незаконченной. В части номеров на барабанах (поверх партий ДЕНИСОВ) сыграл Алексей ПАТРАКОВ из «OPERTRACK», а гитарные партии вместо нетрудоспособного ПЕТРОВА блестяще исполнил Руслан ИСАКОВ из «MOBY DICK». К концу 1994 Скорая помощь снова развалилась. OPERTRACK, который записал изданный на CD в Екатеринбурге альбом «Девки, водка, рок-н-ролл» (1994), просуществовал несколько дольше. К слову, под тем же лейблом был издан и диск «Скорая помощь», составленный из материала двух предыдущих альбомов Скорой Помощи. Покинув музыку, ПОЛЯКОВ устроился в скорняжное ателье. Фёдоров работал в турбизнесе. ТИТОВ трудится в Водоканале (где играет в местной группе). Во второй половине 90-х и даже позже они с ПАТРАКОВЫМ записали на студии «М» серию пародийно-шуточных альбомов под экстравагантными названиями («КЛАВА INTERNATIONAL», «S.P.ICE БОЙС», 2ПАРНИ С ПЕРЦАМИ"). Кроме того, в начале 2004 ТИТОВ стал участником ВЫХОДА. ПАВЛОВ вернулся в музыку с ROCK’N’ROLL CITY и THAT ZEPPELIN. ЖАРОВ играл кавера в «JACK DANIELS» и христианский рок с ДРУЖКАМИ. АНДРЕЕВ работает в ювелирной фирме. СУСТРЕТОВ и ДЕНИСОВ позднее собрали любопытную группу СТРЕСС. ШЕСТОВ принимал участие в возрождении «Августа».

### 2000-е
Весной 2000 ПОЛЯКОВ прослушивался в хард-рок-группу «ЯБЛОЧНЫЙ СПАС», но в конечном счёте, решил, что это не его стиль. Через пару лет Скорая помощь собралась составом ФЁДОРОВ, ТИТОВ, ПОЛЯКОВ и ПАВЛОВ, чтобы разогревать «Арию» на концерте, устроенном Игорем ЧЕРНОМОРОМ, однако московские герои металла не вовремя распались, и они, порепетирорав, так и не добрались до сцены, хотя планируют отметить двадцатилетие своей деятельности серией концертов и переизданием на компакт-дисках своих записей — как вышедших, так и остающихся в архивах группы.
Осенью 2006 года «СКОРАЯ ПОМОЩЬ» (Алексей «КРАБ» Поляков, Александр Федоров, Сергей Титов, Алексей Патраков) собралась, чтобы принять участие в праздновании 20-го юбилея группы «ФРОНТ». С этого знаменательного события история группы продолжается…
К 2007 году состав группы становится следующим: Алексей КРАБ Поляков — вокал, Сергей Титов — гитара, Сергей Горгола (EX-OPERTRACK) — гитара, Игорь Григорьев — бас, Алексей Патраков (EX-OPERTRACK) — ударные… В таком составе был переиздан альбомы «Hellreiser» и «Своими руками» и записаны к ним Bonus песни.
В 2008 году записана демо-песня «Он здесь» для нового альбома, группу покидает барабанщик Алексей Патраков, но по возможности помогает группе, пока новый барабанщик не найден. Следом за барабанщиком группу покидает басист Игорь Григорьев.
В 2009 году состав группы укомплектован новыми музыкантами — Андрей Петров — бас, Владимир Исаев (ех STALWART) — барабаны и Егор Федоров — гитара (вместо ушедшего Сергея Титова). В этом составе записывается демо-песня «Там, где главенствует ночь».
Сергей Титов, покинув «молодёжный» состав группы, пробует собрать участников состава 1992 года (В. Петрова, В. Андреева, А. Шестова) для записи бонусных треков к переизданию альбома «Реаниматор».
В 2010 году состав группы покидает Сергей Горгола, вместо него к группе присоединяется Александр Воропай (EX-Проклятый Пророк, EX-Абордаж, Kronwerk). В декабре 2010 года группа делает новогодний подарок своим поклонникам, записав песни «Зомбилэнд» и «Он здесь» и разместив их в интернете.
15 июля 2015 на лейбле METALISM RECORDS выходит альбом "ДЕТЕРMINIZM", ставшим результатом работы Алексея Полякова и Александра Воропая. Звукорежиссёром на альбоме выступил Алексей Качалов. Альбом был выдержан в более модерновом и прогрессивном стиле, выгодно отличающим его от предыдущих работ коллектива. В декабре того же 2015 года, один из создателей группы, Александр Федоров, который не записал ранее с коллективом ни одного полноформатного альбома, вновь поднимает ветеранов «Скорой» для записи неизданных, но любимых народом песен, написанных в 1985—1993 году. Удалось собрать всех авторов музыки, а именно: Валерия Петрова, Сергея Титова и Александра Федорова. К сожалению, ни один из вокалистов того периода не смог принять участие в этом проекте, и прогнозируемо для всех их место занял сын гитариста Валерия Петрова — Филипп, так как приглашать более было некого. Двадцатилетний юноша уверенно освоил все приемы специфического вокала, удивительно гармонично вписался в оригинальный стиль группы и стал всеми востребованным проффи своего дела. Результатом проекта стал полноформатный альбом «Реставрация», вышедший на лейбле Metalism records в декабре 2017 года. В данный момент, коллектив не имеет постоянного концертного состава, однако А.Фёдоров, считающий себя одним из основателей коллектива упорно об этом напоминает на портале Мастерсленд.

## Состав Группы
Современный состав:
- Александр Воропай — гитара, аранжировки
- Алексей Поляков — вокал

Бывшие участники:
- Александр Фёдоров — бас

- Валерий Андреев — вокал
- Алексей Патраков — ударные
- Сергей Титов — гитара
- Игорь Григорьев — бас
- Сергей Горгола — гитара
- Евгений Павлов — ударные
- Егор Федоров — гитара
- Владимир Исаев — ударные
- Иван Ветрогонов — ударные
- Роман Янко — бас
- Валерий Петров — гитара
- Андрей Петров — бас
- Владимир Исаев — ударные

## Дискография
| Название                   | Участники | Год выпуска                               | Примечания                |  |
| -------------------------- | --- | ----------------------------------------- | ------------------------- |  |
| Пионеры                    | Алексей Поляков / Александр Федоров / Валерий Петров / Алексей Осокин | 1985                                      |                           |  |
| Твой день                  | Алексей Поляков / Александр Федоров / Александр Борисов / Александр Рагазанов | 1987                                      |                           |  |
| Своими руками              | Алексей Поляков / Валерий Петров / Сергей Титов / Игорь Григорьев / Евгений Павлов / Александр Федоров | 1989                                      | Переиздан в 2007 г.       |  |
| Преисподняя / Hellraiser   | Алексей Поляков / Валерий Петров / Сергей Титов / Игорь Григорьев / Андрей Шулепов | 1991                                      |                           |  |
| Реаниматор / Reanimator    | Валерий Андреев / Валерий Петров / Сергей Титов / Александр Шестов / Александр Жаров | 1992                                      | Переиздан на CD в 2011 г. |  |
| A Tribute to Скорая помощь | \| \| 1. \| AirStorm — Извержение, 02:12 \| \| \| \| \| 2. \| Д. И.В. А. — Демон страсти, 03:54 \| \| \| \| \| 3. \| Поликлиника — Жертвоприношение, 03:10 \| \| \| \| \| 4. \| Sphinx — Ночной кошмар, 05:07 \| \| \| \| \| 5. \| Aella — Шаг на эшафот, 05:36 \| \| \| \| \| 6. \| Euthanasia — Гегемон, 04:30 \| \| \| \| \| 7. \| Страмослябы — Изгоните беса, 05:03 \| \| \| \| \| 8. \| Алексеевская площадь — Взять живым, 04:08 \| \| \| \| \| 9. \| Альфа-стрекозы — Пир во время чумы, 05:04 \| \| \| \| \| 10. \| Волчья сотня — Повелительница тьмы, 06:03 \| \| \| \| \| 11. \| Cryptox — Пламя гнева, 04:03 \| \| \| \| \| 12. \| HMR — Вперёд, в преисподнюю!, 04:19 \| \| \| | 2011                                      | трибьют                   |  |
| Зомбилэнд                  | Алексей Поляков / Александр Воропай / Егор Федоров / Андрей Петров / Владимир Исаев | 2012                                      | сингл                     |  |
| Детерminizm                | Алексей Поляков /Александр Воропай | 2015                                      |                           |  |
| Поколение                  | Александр Федоров/Валерий Петров/Сергей Титов/Филипп Петров | 2016                                      | сингл                     |  |
| Второе Дыхание             | Александр Федоров/Валерий Петров/Сергей Титов/Филипп Петров | 2016                                      | сингл                     |  |
| Реставрация                | Александр Федоров/Валерий Петров/Сергей Титов/Филипп Петров | 2017                                      |                           |  |
| Эшафот                     | | 2018                                      | сборник                   |  |
|                            | 1. | AirStorm — Извержение, 02:12              |                           |  |
|                            | 2. | Д. И.В. А. — Демон страсти, 03:54         |                           |  |
|                            | 3. | Поликлиника — Жертвоприношение, 03:10     |                           |  |
|                            | 4. | Sphinx — Ночной кошмар, 05:07             |                           |  |
|                            | 5. | Aella — Шаг на эшафот, 05:36              |                           |  |
|                            | 6. | Euthanasia — Гегемон, 04:30               |                           |  |
|                            | 7. | Страмослябы — Изгоните беса, 05:03        |                           |  |
|                            | 8. | Алексеевская площадь — Взять живым, 04:08 |                           |  |
|                            | 9. | Альфа-стрекозы — Пир во время чумы, 05:04 |                           |  |
|                            | 10. | Волчья сотня — Повелительница тьмы, 06:03 |                           |  |
|                            | 11. | Cryptox — Пламя гнева, 04:03              |                           |  |
|                            | 12. | HMR — Вперёд, в преисподнюю!, 04:19       |                           |  |